# Bacchisa fasciata
Bacchisa fasciata är en skalbaggsart som först beskrevs av Schwarzer 1931.  Bacchisa fasciata ingår i släktet Bacchisa och familjen långhorningar.
Artens utbredningsområde är Filippinerna. Inga underarter finns listade.